# Veľké jazero
Veľké jazero je jezero ve Spišské Maguře na severním Slovensku. Nachází se v katastru obce Osturňa v okrese Kežmarok a je největším jezerem na jižním svahu hraničního hřbetu. Nachází se v nadmořské výšce 815 m a má rozlohu přibližně 0,25 ha. Vzniklo přehrazením doliny mohutným sesuvem po smykové rovině od hraničního hřbetu (986 m) až do nadmořské výšky 790 m.

## Vodní režim
Jezerem protéká levý přítok Osturnianského potoka v povodí Dunajce.

## Ochrana přírody
Od roku 1984 je spolu se svým okolím chráněné (PR Veľké osturnianske jazero). Ochrana je zaměřena na vzácnou a svéráznou flóru.